# Oxyrhopus emberti
Oxyrhopus emberti (несправжня коралова змія Емберта) — вид змій родини полозових (Colubridae). Ендемік Болівії. Вид названий на честь німецького герпетолога Дірка Емберта. Описаний у 2020 році.

## Поширення і екологія
Несправжні коралові змії Емберта мешкають в Болівійських Андах. Вони живуть у вологих гірських тропічних лісах та в гірських хмарних лісах, на висоті від 10 до 2000 м над рівнем моря.